# CH-22
CH-22 — мисливець за підводними човнами Імперського флоту Японії, який взяв участь у Другій світовій війні.

## Загальна інформація
CH-22 спорудили у 1941 році на корабельні компанії Mitsubishi в Йокогамі. По завершенні корабель підпорядкували військово-морському округу Йокосука.

## Перші воєнні завдання
Зі вступом Японії у Другу світову війну CH-22 узявся за протичовнове патрулювання в районі Токійської затоки.
У травні 1942-го CH-22 перевели до 23-го дивізіону мисливців за підводними човнами, що діяв у Меланезії. 11 червня корабель прибув до острова Гуадалканал, на якому трохи понад місяць тому висадився японський десант. 1—3 липня CH-22 пройшов до Рабаула (головна передова база у архіпелазі Бісмарка, з якої провадились операції на Соломонових островах та сході Нової Гвінеї), а потім до 11 серпня двічі ходив звідси до атола Трук (головна японська база в Океанії, розташована в центральній частині Каролінського архіпелагу) та назад.

## Десанти на півострів Папуа
Хоча 7 серпня 1942-го союзники висадились на сході Соломонових островів, що започаткувало шестимісячну битву за Гуадалканал, CH-22 залучили до операцій на Новій Гвінеї. 17 серпня 1942-го він разом з кількома іншими дрібними кораблями та легким крейсером «Тенрю» вийшов із Рабаула для супроводу трьох транспортів в район Буни на східному узбережжі півострова Папуа. Наступної доби загін досягнув цього району та розвантажився у Басабуа (японці висадились тут кількома днями раніше, 13 серпня), після чого рушив назад і 21 серпня повернувся до Рабаула.
24 серпня 1942-го CH-22 та ще один мисливець за підводними човнами вийшли для супроводу загону, що мав висадити в затоку Мілн-Бей на південно-східному завершенні Нової Гвінеї (основну силу загону становили два легкі крейсери та три есмінці). Висадка відбулася в ніч проти 26 серпня, а 27 серпня кораблі прибули в Рабаул.
Наступним завданням стало ескортування двох транспортів, що 30—31 серпня 1942-го пройшли до Басабуа, а 1—4 вересня під охороною CH-22 повернулись до Рабаула.

## Ескортна служба у Меланезії
Після короткочасної участі в десантних операціях CH-22 півтора року ніс ескортну службу в Меланезії. Зокрема, відомо що 20—22 січня 1943-го він супроводжував конвой з Рабаулу на Трук, проте неподалік від Кавієнгу (друга за важливістю японська база у архіпелазі Бісмарка на північному завершенні острова Нова Ірландія) узявся за ескортування зустрічного конвою № 35 (ешелон D). 28 січня корабель уже був у центральній частині Соломонового архіпелагу та супроводжував транспорт «Нічіун-Мару», що повертався від острова Коломбангара до Рабаула, при цьому у другій половині 29 січня на північному виході з Бугенвільської протоки (розділяє острови Шуазель та Бугенвіль) американський підводний човен торпедував та потопив «Нічіун-Мару».
9–14 березня 1943-го CH-22 супроводив конвой «Вевак №1», що прямував з Рабаула до Веваку — японської бази, створеної в центральній частині північного узбережжя Нової Гвінеї.
1–8 травня 1943-го CH-22 ескортував конвой з Рабаулу до Палау (важливий транспортний хаб на заході Каролінських островів), а 12–17 травня провів у зворотному напрямку конвой P-512, який при цьому втратив одне з суден. 3—11 червня корабель знову супроводив конвой на Палау, звідки повернувся до Рабаула 25 червня з конвоєм P-514 (і цього разу був втрачений один з транспортів, який CH-22 добив артвогнем). Ще один круговий рейс до Палау CH-22 здійснив 29 червня — 16 липня разом з конвоями O-908 та SO-905 (останній невдало пробували атакувати два ворожі підводні човни).
22–26 липня 1943-го CH-22 сходив до південного завершення острова Бугенвіль на заході Соломонових островах (тут на якірній стоянці Шортленд зазвичай відстоювались кораблі та перевалювались вантажі перед відправкою далі на схід у зону боїв, які тепер вже йшли за острови Нью-Джорджія в центральній частині архіпелагу). При цьому, ймовірно корабель супроводжував до Бугенвіля транспорт «Нічірйо-Мару», а назад — транспорт «Кісарагі-Мару».
4 вересня 1943-го під час виконання ескортної місії біля узбережжя Нової Ірландії CH-22 був атакований ворожими бомбардувальниками та отримав певні пошкодження, які, втім, не завадили вже 10 вересня вийти з Рабаула на чергове завдання.
2 вересня — 5 жовтня 1943-го CH-22 супроводив до Палау конвой O-803, потім повернувся до Рабаула і 20 жовтня вийшов до того ж Палау з конвоєм O-006. 22 жовтня відкрив безрезультатний вогонь по цілі, ідентифікованій як підводний човен у надводному положенні, а вже наступної доби ворожа субмарина потопила одразу 3 транспорти. 2—10 листопада CH-22 пройшов з Палау до Рабаула у складі охорони конвою SO-205.
Станом на кінець січня 1944-го корабель перебував на Палау. 30—31 січня він супроводжував на початковій ділянці маршруту танкерний конвой NE-002, що вирушав до нафтовидобувних районів Борнео. Надалі він перейшов на Трук, після чого 12—17 лютого супроводив конвой 1123 до Рабаула.
19 лютого 1944-го CH-22 вийшов з Рабаулу для ескорту конвою O-902, про маршрут якого союзники дізналися з перехопленого та розшифрованого повідомлення. Як наслідок, після опівдня тієї ж доби в районі за дві сотні кілометрів на північний захід від Рабаула CH-22 був потоплений ворожими літаками.